# Murgași
Murgaşi é uma comuna romena localizada no distrito de Dolj, na região de Oltênia. A comuna possui uma área de 99.75 km² e sua população era de 2616 habitantes segundo o censo de 2007.